# Saison 1970-1971 de la LHOu
Saison précédente Saison suivante
La saison 1970-1971 est la 5e saison de hockey sur glace de la Ligue de hockey de l'Ouest du Canada, maintenant connue sous le nom de Ligue de hockey de l'Ouest. Les Oil Kings d'Edmonton remportent la Coupe du Président en battant en finale les Bombers de Flin Flon.

## Saison régulière
Avant le début de la saison, la ligue annonce qu'elle augmente le nombre de rencontres de la saison régulière, la faisant passer de 60 à 66. Les Pats de Regina reviennent dans la ligue après avoir passé les deux saisons précédentes dans la Ligue de hockey junior de la Saskatchewan.
Ajout également avant le début de la saison des Tigers de Medicine Hat qui deviennent ainsi la dixième franchise active du circuit. Ces derniers s'aligneront dans la division Ouest.

### Classement
| Division Est           | PJ | V  | D  | N | Pts | BP  | BC  |
| ---------------------- | -- | -- | -- | - | --- | --- | --- |
| Bruins d'Estevan       | 66 | 41 | 20 | 5 | 87  | 283 | 201 |
| Bombers de Flin Flon   | 66 | 41 | 23 | 2 | 84  | 306 | 224 |
| Jets de Winnipeg       | 66 | 31 | 32 | 3 | 65  | 278 | 269 |
| Pats de Regina         | 66 | 28 | 36 | 2 | 58  | 202 | 246 |
| Wheat Kings de Brandon | 66 | 20 | 46 | 0 | 40  | 247 | 387 |

| Division Ouest           | PJ | V  | D  | N | Pts | BP  | BC  |
| ------------------------ | -- | -- | -- | - | --- | --- | --- |
| Oil Kings d'Edmonton     | 66 | 45 | 20 | 1 | 91  | 346 | 258 |
| Centennials de Calgary   | 66 | 37 | 22 | 7 | 81  | 244 | 175 |
| Blades de Saskatoon      | 66 | 29 | 36 | 1 | 59  | 295 | 299 |
| Broncos de Swift Current | 66 | 24 | 40 | 2 | 50  | 229 | 290 |
| Tigers de Medicine Hat   | 66 | 22 | 43 | 1 | 45  | 271 | 352 |

### Meilleurs pointeurs
| Joueur           | Équipe       | PJ | B  | A   | Pts | Pun |
| ---------------- | ------------ | -- | -- | --- | --- | --- |
| Chuck Arnason    | Flin Flon    | 66 | 79 | 84  | 163 | 152 |
| Orest Kindrachuk | Saskatoon    | 61 | 49 | 100 | 149 | 103 |
| Lorne Henning    | Estevan      | 66 | 64 | 66  | 130 | 41  |
| Laurie Yaworski  | Saskatoon    | 57 | 73 | 54  | 127 | 104 |
| Wayne Chernecki  | Winnipeg     | 65 | 50 | 73  | 123 | 56  |
| Dan Spring       | Edmonton     | 65 | 43 | 79  | 122 | 44  |
| Don Kozak        | Edmonton     | 66 | 60 | 61  | 121 | 122 |
| Stan Weir        | Medicine Hat | 66 | 52 | 59  | 111 | 88  |
| Gene Carr        | Flin Flon    | 62 | 36 | 68  | 104 | 105 |
| Brian Carlin     | Medicine Hat | 65 | 44 | 56  | 100 | 46  |

## Séries éliminatoires
|  | Quarts de finale         | Quarts de finale       |                      |   | Demi-finales | Demi-finales |  |  | Finale | Finale |
|  | Quarts de finale         | Quarts de finale       |                      |   | Demi-finales | Demi-finales |  |  | Finale | Finale |
|  |                          |                        |                      |   |              |              |  |  |        |        |
|  |                          |                        |                      |   |              |              |  |  |        |        |
|  |                          |                        |                      |   |              |              |  |  |        |        |
|  | Bruins d'Estevan         | 2                      |                      |   |              |              |  |  |        |        |
|  | Bruins d'Estevan         | 2                      |                      |   |              |              |  |  |        |        |
|  | Jets de Winnipeg         | 4                      |                      |   |              |              |  |  |        |        |
|  | Jets de Winnipeg         | 4                      | Jets de Winnipeg     | 2 |              |              |  |  |        |        |
|  |                          |                        | Jets de Winnipeg     | 2 |              |              |  |  |        |        |
|  |                          | Bombers de Flin Flon   | 5                    |   |              |              |  |  |        |        |
|  | Bombers de Flin Flon     | Bombers de Flin Flon   | 5                    | 4 |              |              |  |  |        |        |
|  | Bombers de Flin Flon     |                        |                      | 4 |              |              |  |  |        |        |
|  | Pats de Regina           | 1                      |                      |   |              |              |  |  |        |        |
|  | Pats de Regina           | 1                      | Bombers de Flin Flon | 1 |              |              |  |  |        |        |
|  |                          |                        | Bombers de Flin Flon | 1 |              |              |  |  |        |        |
|  |                          | Oil Kings d'Edmonton   | 4                    |   |              |              |  |  |        |        |
|  | Oil Kings d'Edmonton     | Oil Kings d'Edmonton   | 4                    | 4 |              |              |  |  |        |        |
|  | Oil Kings d'Edmonton     |                        |                      | 4 |              |              |  |  |        |        |
|  | Blades de Saskatoon      | 1                      |                      |   |              |              |  |  |        |        |
|  | Blades de Saskatoon      | 1                      | Oil Kings d'Edmonton | 4 |              |              |  |  |        |        |
|  |                          |                        | Oil Kings d'Edmonton | 4 |              |              |  |  |        |        |
|  |                          | Centennials de Calgary | 1                    |   |              |              |  |  |        |        |
|  | Centennials de Calgary   | Centennials de Calgary | 1                    | 3 |              |              |  |  |        |        |
|  | Centennials de Calgary   |                        |                      | 3 |              |              |  |  |        |        |
|  | Broncos de Swift Current | 0                      |                      |   |              |              |  |  |        |        |
|  | Broncos de Swift Current | 0                      |                      |   |              |              |  |  |        |        |

## Honneurs et trophées
- Champion de la saison régulière : Oil Kings d'Edmonton.
- Trophée du Joueur le plus utile (MVP), remis au meilleur joueur : Ed Dyck, Centennials de Calgary.
- Meilleur pointeur : Chuck Arnason, Bombers de Flin Flon.
- Trophée du meilleur esprit sportif : Lorne Henning, Bruins d'Estevan.
- Meilleur défenseur : Ron Jones, Oil Kings d'Edmonton.
- Recrue de l'année : Stan Weir, Tigers de Medicine Hat.
- Meilleur gardien : Ed Dyck, Centennials de Calgary.
- Meilleur entraîneur : Pat Ginnell, Bombers de Flin Flon.